# Заводчик (Могилёвская область)
Заводчик (бел. Заводчык) — посёлок в составе Новобыховского сельсовета Быховского района Могилёвской области Белоруссии. До 2013 года в составе Нижнетощицкого сельсовета.

## Население
- 2009 год — 33 человека